# Viersprong van de Schemer
Viersprong van de Schemer is het tiende deel van de veertiendelige fantasyserie het Rad des Tijds, geschreven door Robert Jordan. De serie verhaald van een groep mensen uit het vredige dorp Emondsveld die het middelpunt vormen van een reeks vernietigende gebeurtenissen.

## Samenvatting van het boek.
Rhand Altor, de Herrezen Draak, heeft net de dodelijke smet van de Duistere op saidin verwijderd en revalideert in een afgelegen landhuis in Tyr. Hij zit echter niet stil en stuurt Davram Bashere en de voormalige Valse Draak Logain Ablar naar Ebo Dar om een wapenstilstand met de Seanchanen af te sluiten, want die  putten zijn legers meer en meer uit.
Mart Cauton is met de Seanchaanse erfdochter, Tuon, op de vlucht door Altara. Hij probeert de oprukkende Seanchanen te ontwijken die het op Tuon gemunt hebben. Dit is echter knap lastig met drie Aes Sedai en twee voormalige sul'dam die kunnen geleiden. Tot overmaat van ramp blijkt het dat het gevaar voor Tuon uit het Seanchaanse leger zelf komt.
Perijn Aybara is in Amadicia op zoek naar zijn door de Shaido Aiel gevangengenomen vrouw Faile. Hij overweegt een verbond met de Seanchanen om haar te redden. De Seanchanen zijn echter de vijanden van Rhand Altor, zijn vriend. Perijn staat voor de moeilijke keuze tussen zijn vrouw redden of zijn vriend steunen.
Elayne Trakand probeert met veel moeite Caemlin te houden tegen aanvallen van vijandige Huizen onder leiding van Arymilla Marne. Arymilla wil zelf de Rozenkroon van Andor hebben.
Elayne heeft daarnaast nog het probleem van een Aes Sedai van de Zwarte Ajah in het paleis en veeleisende groepen geleidsters: Aes Sedai, de Kinne en Windvindsters van het Zeevolk.
Egwene Alveren, de jeugdige Amyrlin Zetel van de rebellerende Aes Sedai uit Salidar, belegert de stad Tar Valon om Elaida do Avriny a'Roihan af te zetten. Dit gaat echter moeizaam omdat ze te kampen heeft met een tekort aan geld, een opstandige Zaal en het feit dat Elaida via de rivier Erinin en de havens van Tar Valon, dat met de dag sterker wordt. Na zich verzekerd te hebben van de trouw van enkele Gezetenen, sluit ze samen met Leane Sharif de havens af, maar wordt daarbij gevangengenomen door de Rode Ajah uit de Witte Toren.
Het Oog van de Wereld · De Grote Jacht · De Herrezen Draak · De Komst van de Schaduw · Vuur uit de Hemel · Heer van Chaos · Een Kroon van Zwaarden · Het Pad der Dolken · Hart van de Winter · Viersprong van de Schemer · Mes van Dromen · De Naderende Storm · De Torens van Middernacht · Het Licht van Weleer — 
Prequel: Een Nieuw Begin